# Haaniella parva

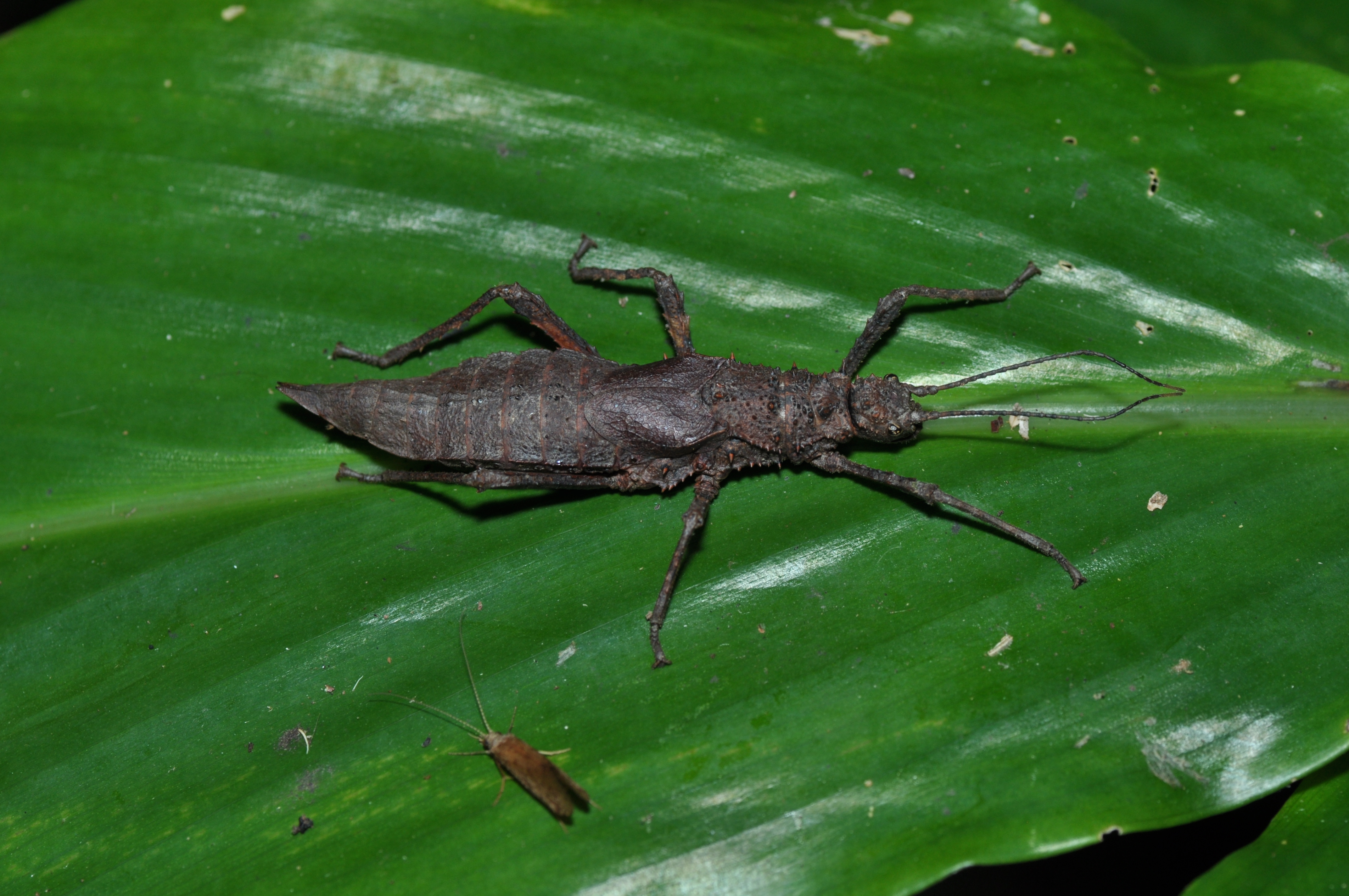
Haaniella parva, Weibchen

Haaniella parva (Syn. Miniopteryx parva) ist eine Gespenstschreckenart aus der Familie Heteropterygidae und gehört zu den auf Sumatra beheimateten Vertretern der Gattung Haaniella. Sie ist deren kleinster Vertreter.

## Merkmale
Bei Haaniella parva handelt es sich um die kleinste Art der Gattung und damit auch der gesamten Unterfamilie der Heteropteryginae. Sie ist nur wenig bestachelt und gehört zu den Arten mit in beiden Geschlechtern stark verkürzten Flügeln. Die als Tegmina ausgebildeten Vorderflügel bedecken die kurzen Hinterflügel vollständig. Letztere sind zu Stridulationsorganen umgewandelt und das erzeugte Geräusch dient der Abwehr von Feinden.
Die Weibchen sind meist relativ einheitlich hell- bis dunkelbraun oder fast schwarz gefärbt, können aber auch helle Muster auf dem Thorax und dem Abdomen haben. Sie erreichen in der Nominatform eine Länge von 45 bis 52 mm. Auf dem Kopf tragen sie acht deutliche Stacheln. Diese sind die auf dem Scheitel befindlichen, fast gleich großen, konischen vorderen und hinteren Koronalen, zwei ähnlich große, stumpfe seitliche Koronalen auf dem Hinterrand des Kopfes und deutlich ausgeprägte Supraorbitale hinter den Augen. Die Fühler bestehen aus 24 Segmenten. Das Pro- und Mesothorax erweitert sich nach hinten leicht trapezförmig, wobei das deutlich abgesetzte Mesonotum sich nach hinten verjüngt. Die Seitenränder von Pro- und Mesonotum sind mit Höckern bzw. kurzen konischen Stacheln besetzt. Die pro- und mesonatalen Stacheln sind nur gering ausgeprägt. Am auffälligsten sind die konischen Prämedianus-Pronotalen auf einer vor der Mitte des Pronotum befindlichen quer zur Körperachse sitzenden Erhöhung (Sulcus medianus transversum). Meso- und Metapleuren mit vier bzw. fünf kleineren Stacheln und je einer kräftigen und vergleichsweise schlanken Supracoxale. Alle größeren Stacheln sind hell- bis rotbraun. Auf den Segmenten drei bis fünf des Abdomens sind ein bis drei Paare kleiner, konischer Mitteldornen. Diese sitzen auf zwei kaum erkennbaren, entlang der Abdomenmitte verlaufenden Kämmen, die erst im Bereich des letzten Abdominalsegmentes zu einem zusammenfließen. Der obere Anteil des sekundären Ovipositors, das Epiprokts ist an der Spitze zweigeteilt mit einem ziemlich tiefen, dreieckigen Einschnitt. Es überragt die untere Subgenitalplatte deutlich.
Männchen werden 25 bis 37 mm lang. Die Bestachelung ähnelt der der Weibchen, wobei insbesondere die größeren Stacheln auf dem Kopf und dem Thorax deutlich länger und spitzer ausgebildet sind. Auffällig sind die paarweise angeordneten, markanten Stachelpaare auf dem zweiten bis fünften Abdominalsegment. Die Tegmina sind im vorderen Anteil meist weiß gefärbt. Diese Färbung kann bis zu drei Viertel der Flügeloberfläche ausmachen.
Die Unterart Haaniella parva muiengae ist mit 50 bis 54 mm im weiblichen und 36 bis 41 mm im männlichen Geschlecht durchschnittlich etwas größer. Sie unterscheidet sich von der Nominatform durch einen eher horizontal angeordneten Kopf, der bei Haaniella parva parva eher Richtung Fühleransätzen abfallend und Richtung Scheitel ansteigend ist. Außerdem sind bei den Weibchen von Haaniella parva muiengae die vorderen, mesalen und die posteromedialen Mesonatalstacheln lediglich als stumpfe Tuberkel ausgebildet. Die Männchen haben am Hinterrand des Abdominalsegments eher eckige lappenförmige Erweiterungen (Loben), während diese bei Haaniella parva parva eher abgerundet sind.

## Verbreitung und Fortpflanzung
Die Art kommt im Nordosten Sumatras vor, wo sie der häufigste Vertreter der Gattung Haaniella ist. Die Nominatform kommt in den indonesischen Provinzen Atjeh und Sumatra Utara vor, womit sie sympatrisch und teilweise syntop zu Haaniella gintingi anzutreffen ist. Sie wurde dort bis in Höhen von 1200 m angetroffen. Die Unterart Haaniella parva muiengae ist bisher nur in Gärten des Dorfes Kedah (Kedah Village) in der Nähe des Mount Angkasan in der Provinz Atjeh gesammelt worden.
Die Weibchen legen die nur spärlich behaarten, tonnenförmigen Eier mittel ihres Ovipositors in den Boden ab. Diese sind 5,5 mm lang, 3,8 mm hoch und etwa 3,2 mm breit. Sie unterscheiden sich von den Eiern der anderen Haaniella Arten durch die ungewöhnliche Mikropylarplatte. Deren vier Arme sind zu einer annähernd rechteckigen, an den Ecken abgerundeten Form verschmolzen. Sie ist unten leicht erweitert und hier auch stärker abgerundet. Die Mikropyle befindet sich mittig am unteren Rand. (Siehe auch Eier der Gespenstschrecken)

## Systematik
Klaus Günther beschrieb Haaniella parva anhand zweier, damals als Syntypen betrachteter Männchen, die von Dr. Volz am Fluss Kwalu im Nordosten Sumatras gesammelt worden sind. Von diesen ist später das im Museum für Tierkunde Dresden hinterlegte Exemplar als Lectotypus ausgewählt worden. Das laut Günther im Zoologischen Museum Hamburg verbliebene Exemplar wird damit zum Paralectotypus, konnte aber von verschiedenen Autoren dort nicht gefunden werden. Der Artname ist abgeleitet vom lateinischen "parvus" und ist auf die geringe Größe der Art bezogen (parvus lat. = klein).
Oliver Zompro errichtete für Haaniella parva 2004 die Gattung Miniopteryx. Er begründet dies mit der geringen Größe der Art und den auf den auf dem zweiten bis sechsten Sternit des Abdomens befindlichen Vertiefungen, die bei keiner der anderen untersuchten Heteropteryginae-Arten vorkommen. Frank H. Hennemann et al. überstellten die Art 2016 wieder in die Gattung Haaniella und synonymisierten so die bis dahin monotypische Gattung Miniopteryx. Außerdem teilten sie die Gattung Haaniella in drei Artengruppen auf. Als Schwesterart von Haaniella parva wird die aus Vietnam stammende Haaniella gorochovi angenommen. Beide wurde zusammen mit den auf Borneo heimischen Haaniella grayii und Haaniella dehaanii der "grayii"-Artengruppe zugeordnet. Diese Zuordnung konnte bezüglich der von Borneo stammenden Arten durch eine molekulargenetische Untersuchung von 2021 nicht bestätigt werden, da Haaniella gorochovi nicht so nah mit diesen Arten verwandt ist, wie vermutet. Haaniella parva konnte mangels Material nicht in die Untersuchung einbezogen werden.
Im Jahr 2018 beschrieb Francis Seow-Choen mit Haaniella parva muiengae eine Unterart zur Nominatform von Haaniella parva. Sie ist nach Choo Mui Eng benannt, die Seow-Choen neben andern bei seiner Fotoreise in die Gärten von Kedah Village, dem Fundort der Unterart, begleitet hat. Der weibliche Holotypus ist zusammen mit einem männlichen und einem weiblichen Paratypus im Bogor Zoology Museum im indonesischen Bogor hinterlegt. Drei weitere Paratypen sind im Lee Kong Chian Natural History Museum der National University of Singapore zu finden. Das gesamte Typusmaterial dieser Unterart ist im Juli 2017 gesammelt worden.